# Trichomeloe mesopotamicus
Trichomeloe mesopotamicus is een keversoort uit de familie van oliekevers (Meloidae). De wetenschappelijke naam van de soort is voor het eerst geldig gepubliceerd in 2008 door Marco A. Bologna en Andrea Di Giulio. De soort is alleen bekend uit het noorden van Irak (Mesopotamië, waarnaar de wetenschappelijke naam verwijst) en leeft op een hoogte van 50 tot 300 meter boven zeeniveau. De adulten zijn te vinden van april tot mei. Ze worden ongeveer 10 tot 16 millimeter lang.